# Marija Banusic
Marija Maredinho Banusic (Uppsala, 17 settembre 1995) è una calciatrice svedese, attaccante del Napoli.
In carriera ha giocato sia in patria, dove con il Linköping ha vinto il campionato svedese nel 2017, che all'estero, Prima dell'Italia, in Inghilterra con il Chelsea, in Cina, al Beijing BG Phoenix e in Francia, al Montpellier. Ha inoltre indossato la maglia della nazionale svedese, dalle giovanili fino alla nazionale maggiore, maturando con quest'ultima 7 presenze tra il 2014 e il 2018.

## Carriera

### Club
Banusic si avvicina al calcio fin da giovanissima, decidendo di iniziare l'attività agonistica nel IF VP Uppsala, società della città dove nasce e cresce con i genitori. Dal 2009 si trasferisce all'IK Fyris, società polisportiva con sede sempre a Uppsala, vestendo la maglia della loro sezione giovanile di calcio femminile fino al 2010. L'anno successivo si trasferisce, nuovamente in una società cittadina, al Gamla Upsala SK, dove all'età di 14 anni è inserita in rosa con la squadra titolare che disputa la Division 3, quindi livello del campionato svedese di categoria, e dove nel campionato 2011 sigla 25 reti.
Nel 2012 si trasferisce al Sirius, anche qui aggregata alla squadra titolare che disputa il girone Norrettan della Division 1 (terzo livello), segnando in campionato 16 gol in 8 partite.

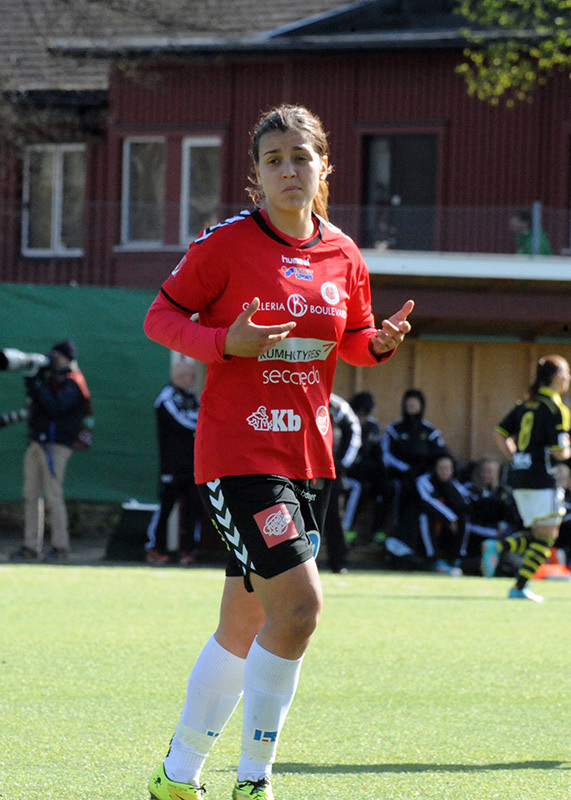
Banusic con la maglia del.

Prima dell'inizio della stagione 2013 Banusic sottoscrive un accordo con il Kristianstads DFF, avendo così l'opportunità di debuttare in Damallsvenskan (primo livello) per il campionato 2013. L'arrivo alla società del piccolo centro della provincia della Scania suscitò impressioni positive nella squadra, con la compagna di reparto Josefine Öqvist che la definì una potenziale futura giocatrice mondiale, mentre il tecnico Elísabet Gunnarsdóttir la cita entusiasticamente come "il più grande talento svedese di sempre". Fa il suo debutto nel campionato di vertice del calcio femminile svedese il 14 aprile 2013, nell'incontro pareggiato con le avversarie del Piteå IF e dove al 48 è autrice della rete che recupera lo svantaggio fissando il risultato sul 1-1. Alla sua prima stagione colleziona 5 reti su 18 presenze in campionato, contribuendo a far raggiungere alla squadra il terzo posto in Damallsvenskan, risultato che le precluderebbe l'accesso alla UEFA Women's Champions League se non fosse che il Tyresö FF, oberato da problemi finanziari, dopo essersi ritirata dal campionato perde anche il diritto di disputare il torneo continentale per club per la stagione 2014-2015. Tra il 2013 e il 2014 matura 3 presenze in Coppa di Svezia, andando a segno sia ai quarti di finale contro l'AIK che nella finale del 7 agosto 2014, prima finale di coppa per la società, siglando la rete che apre le marcature con il Linköping, squadra che però poi ribalta il risultato aggiudicandosi il trofeo concludendo la partita 2-1 in proprio favore. Nella stagione seguente Banusic matura 16 presenze e 3 reti in campionato, con la squadra che ha una flessione nelle prestazioni chiudendo al 5º posto in classifica, e anche se potrebbe debuttare in Champions, rinuncia all'opportunità lasciando la società al termine della stagione 2014 per rispondere all'offerta del Chelsea per disputare il suo primo campionato all'estero e giocare in FA Women's Super League 1, l'allora denominazione del livello di vertice del campionato inglese, dalla stagione entrante, scelta condivisa dalla compagna di squadra Hedvig Lindahl.
Il tecnico Emma Hayes decide di impiegarla fin dalla 1ª giornata di campionato, nell'incontro vinto in trasferta sul Notts County per 2-1, e nel corso della stagione matura 8 presenze in FA WSL 1, alle quali si sommano le 2 in FA Women's Cup, indossando la maglia che sul dorso reca il soprannome Maredinho sopra il 18, il suo numero di maglia. Da settembre l'attaccante non viene più impiegata, saltando l'ultima parte di campionato e la finale di FA Women's Cup 2015, giocata per la prima volta al Wembley Stadium, dove le Blues conquistano la Coppa battendo per 1-0 il avversarie del Notts County, primo importante trofeo femminile della società, dovendo così festeggiare il anche il primo double Campionato-coppa lontana dal campo di gioco, maturando così la volontà di rescindere il contratto per far ritorno in Svezia.
Tornata in patria nel dicembre 2015 sottoscrive un contratto con le vicecampionesse di Svezia dell'Eskilstuna United per giocare con la società del centro abitato della contea del Södermanland la stagione entrante e, finalmente, la sua prima Champions League femminile nella stagione 2016-2017. Condivide con le compagne il percorso della squadra che la vede ben figurare in campionato, concludendolo al terzo posto, mentre la sua corsa si ferma agli ottavi di finale sia in Coppa di Svezia che in W. Champions League, dove in quest'ultima, dopo aver superato il turno ai sedicesimi eliminando le scozzesi del Glasgow City, viene eliminata dalle vicecampionesse d'Europa in carica, le tedesche del Wolfsburg. Al termine della stagione decide di concludere la sua esperienza dopo aver maturato 16 presenze in campionato e aver siglato 6 reti.
La stagione successiva si trasferisce alle campionesse di Svezia 2016 del Linköping, sodalizio che nelle due stagioni legate alla società ottiene il suo primo trofeo, con la squadra che è in grado di bissare il risultato dell'anno precedente concludendo al primo posto la Damallsvenskan 2017.
Nel 2018 segna due reti al Manchester City, in Champions League nei quarti di finale partita finita 3-5 per il Manchester City.
Nell'estate 2018 ha lasciato il Linköping per trasferirsi al Beijing BG Phoenix, squadra della capitale cinese partecipante alla Chinese Women's Super League, la massima serie del campionato cinese.
La sua esperienza in Cina dura solo a fine anno e nel gennaio 2019 viene annunciato il suo ritorno in Europa al Montpellier per disputare la seconda parte della stagione 2018-2019. Rimane legata alla società di Montpellier per un'altra stagione e mezzo, impiegata solo saltuariamente prima dal tecnico Jean-Louis Saez e poi da Frédéric Mendy che lo sostituisce dalla stagione seguente.
Il 1º febbraio 2021, si trasferisce alla Roma, firmando un contratto semestrale. Il tecnico Elisabetta Bavagnoli la impiega per la prima volta il 6 febbraio 2021, alla 13ª giornata di campionato, facendo il suo debutto in Serie A nell'incontro vinto in trasferta per 4-0 con la Pink Sport Time.
Nel luglio 2021, Banusic si è trasferita al Pomigliano, club neopromosso in Serie A.
Nella stagione 2022-2023, invece ha vestito la maglia del Parma, alla sua prima partecipazione al campionato di massima serie, conclusasi con l'ultimo posto e la retrocessione in Serie B.
Il 2 agosto 2023, ha firmato un contratto col Napoli, neopromosso in Serie A. Al termine della stagione 2024-2025, ha rinnovato il proprio accordo con il club partenopeo per un'altra stagione.

### Nazionale
Banusic viene chiamata dalla federazione calcistica della Svezia (SvFF) per vestire le maglie delle nazionali giovanili fin dal 2010, dove debutta con la formazione Under-15 in occasione della doppia amichevole dell'8 e 10 ottobre con le pari età della Danimarca, dove la sua nazionale vince entrambi gli incontri e Banusic va a segno con 2 reti nel primo e una nel secondo. Dall'anno successivo è aggregata alla Under-16, nazionale con la quale disputa la Nordic Cup e, tra torneo e amichevoli, colleziona 8 presenze e 6 reti, tutte nel 2011.

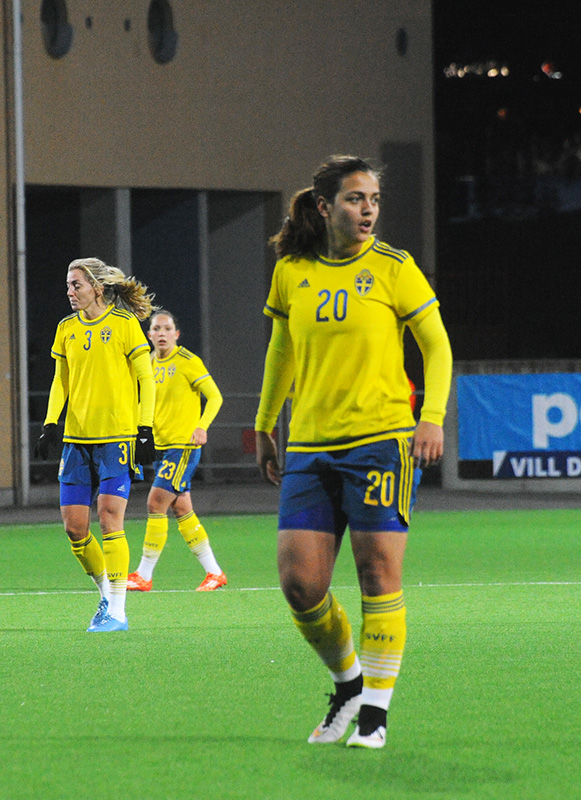
Banusic con la maglia della Nazionale maggiore il 5 aprile 2015.

Sempre del 2011 è il debutto nella Under-17, inserita in rosa con la squadra che affronta le qualificazioni al campionato europeo di categoria 2012 e dove gioca tutti i tre incontri della prima fase, debuttando il 17 ottobre segnando una doppietta nella vittoria per 6-0 sulla Croazia e andando a segno nelle rimanenti, 6 reti nella vittoria 10-0 alla Bulgaria e altre 3 nel 6-0 all'Ungheria. A queste si somma la rete nella prima della doppia amichevole con la Scozia del 27 e 29 marzo 2012, persa per 4-2, mentre nella seconda rimane a disposizione del tecnico. Quella resterà l'ultima presenza nella U-17.
A parte l'unica presenza nella Under-18 del 16 settembre 2012, 1-1 con la Norvegia, da ottobre è chiamata dal tecnico Calle Barrling nella formazione Under-19 nella squadra che affronta le qualificazioni all'Europeo di Galles 2013, debuttando il 20 ottobre siglando 3 reti nell'incontro vinto per 6-0 con la Slovenia. Condivide con le compagne il percorso della sua nazionale che chiude al primo posto sia il gruppo 9 della prima fase, dove va nuovamente a segno con 4 reti nella vittoria per 10-0 con l'Azerbaigian, che il gruppo 1 della seconda, dove è protagonista della doppietta che recupera l'1-2 con l'Italia, e quella che apre le marcature nel 2-0 con l'Irlanda che garantisce alla Svezia l'accesso alla fase finale per difendere il titolo conquistato a Turchia 2012. Tuttavia in Galles la squadra, inserita nel gruppo B, non riesce ad essere sufficientemente competitiva, e dopo aver pareggiato 1-1 con la Finlandia la partita inaugurale, perdendo le successive 2-0 con la Germania e 5-0 con la Norvegia viene eliminata fino dalla fase a gironi.
Nel marzo 2014 viene convocata con l'Under-23 in partenza per il Torneo di La Manga, senza tuttavia essere impiegata se non due mesi più tardi, nell'amichevole del 7 maggio vinta per 3-0 con la Finlandia negli ultimi minuti, con Banusic che sigla la rete del 2-0 al 91'.
Nel settembre di quello stesso anno arriva la prima convocazione con la nazionale maggiore, chiamata dal commissario tecnico Pia Sundhage per l'incontro del 13 settembre di qualificazione del gruppo 4 della zona UEFA al Mondiale di Canada 2015 vinto 3-0 sulla Bosnia ed Erzegovina, partita che la vede comunque rimanere in panchina. Il debutto è rimandato di due mesi, quando al 63' rileva Caroline Seger nella prima della doppia amichevole del 24 e 26 novembre persa in casa con il Canada, scendendo in campo anche nella seconda, pareggiata 1-1.
L'anno successivo il CT svedese decide di inserirla nella rosa delle giocatrici in partenza per l'edizione 2015 dell'Algarve Cup, trofeo organizzato annualmente dalla Federcalcio portoghese. Qui Banusic viene impiegata nella sola seconda partita della fase a gironi, rilevando Lina Nilsson al 79' del secondo tempo dell'incontro perso con il Brasile 2-0. In quell'occasione condivide il percorso con le compagne che vedranno la Svezia chiudere al primo posto il gruppo A, con due vittorie e una sconfitta, e perdere 2-1 con la Germania la finalina per il terzo posto. In seguito Sundhage la chiama in sole due altre occasioni, entrambe amichevoli, il mese successivo, disputando solo l'incontro del 5 aprile perso 3-1 con la Svizzera.
Per tornare a vestire maglia della nazionale maggiore deve attendere oltre due anni, quando il nuovo CT Peter Gerhardsson la convoca in occasione delle qualificazione del gruppo 4 della zona UEFA al Mondiale di Francia 2019, scendendo titolare nell'incontro del 19 settembre 2017 vinto dalle svedesi per 2-0 sulle avversarie della Croazia. Gerhardsson la chiama anche negli incontri di andata e ritorno vinti con l'Ungheria il 24 ottobre 2017 e 5 aprile 2018. Dopo questo il CT non ha altra occasione di impiegarla, non inserendola nella lista delle 23 calciatrici convocate per la fase finale comunicata il 16 maggio 2019. L'ultima occasione di indossare la maglia della nazionale svedese, ma quella della Under-23, è dell'8 novembre 2018, nell'amichevole persa 3-2 con le pari età della Norvegia.

## Statistiche

### Presenze e reti nei club
Statistiche aggiornate all'11 maggio 2025.
| Stagione           | Squadra            | Campionato         | Campionato | Campionato | Coppe nazionali | Coppe nazionali | Coppe nazionali | Coppe continentali | Coppe continentali | Coppe continentali | Altre coppe | Altre coppe | Altre coppe | Totale | Totale |
| Stagione           | Squadra            | Comp               | Pres       | Reti       | Comp            | Pres            | Reti            | Comp               | Pres               | Reti               | Comp        | Pres        | Reti        | Pres   | Reti   |
| ------------------ | ------------------ | ------------------ | ---------- | ---------- | --------------- | --------------- | --------------- | ------------------ | ------------------ | ------------------ | ----------- | ----------- | ----------- | ------ | ------ |
| Feb. 2019          | Montpellier        | D1                 | 3          | 0          | CF              | -               | -               |                    | -                  | -                  |             | -           | -           | 3      | 0      |
| 2019-2020          | Montpellier        | D1                 | 3          | 0          | CF              | 2               | 1               |                    | -                  | -                  |             | -           | -           | 5      | 1      |
| 2020-2021          | Montpellier        | D1                 | 7          | 3          | CF              | -               | -               |                    | -                  | -                  |             | -           | -           | 7      | 3      |
| Totale Montpellier | Totale Montpellier | Totale Montpellier | 13         | 3          |                 | 2               | 1               |                    | -                  | -                  |             | -           | -           | 15     | 4      |
| feb.-giu. 2021     | Roma               | A                  | 5          | 1          | CI              | 4               | 0               |                    | -                  | -                  |             | -           | -           | 9      | 1      |
| 2021-2022          | Pomigliano         | A                  | 21         | 7          | CI              | 1               | 2               |                    | -                  | -                  |             | -           | -           | 22     | 9      |
| 2022-2023          | Parma              | A                  | 13         | 4          | CI              | 1               | 1               |                    | -                  | -                  |             | -           | -           | 14     | 5      |
| 2023-2024          | Napoli             | A                  | 20+1       | 3          | CI              | 2               | 3               |                    | -                  | -                  |             | -           | -           | 23     | 6      |
| 2024-2025          | Napoli             | A                  | 14         | 2          | CI              | 4               | 1               | -                  | -                  | -                  | -           | -           | -           | 18     | 3      |
| Totale Napoli      | Totale Napoli      | Totale Napoli      | 34+1       | 5          |                 | 6               | 4               |                    | 0                  | 0                  |             | -           | -           | 41     | 9      |
| Totale carriera    | Totale carriera    | Totale carriera    | 87         | 20         |                 | 14              | 8               |                    | -                  | -                  |             | -           | -           | 101    | 28     |

## Palmarès

### Competizioni nazionali
- Campionato svedese: 1

Linköping: 2017
- Coppa Italia: 1

Roma: 2020-2021